# Brampton (Carlisle)
Brampton ist eine Stadt und eine Verwaltungseinheit in der Unitary Authority Cumberland im Nordwesten Englands. Brampton ist 13,9 km von Carlisle entfernt. Im Jahr 2016 hatte es eine Bevölkerung von 4401 (4627, parish 2011).

## Persönlichkeiten
- William Brennaugh (1877–1934), Lacrossespieler
- Geoff Twentyman (1930–2004), Fußballspieler und -trainer